# 向かいの窓
『向かいの窓』（むかいのまど、La Finestra di fronte）は、2003年のイタリアのドラマ映画。監督はフェルザン・オズペテク、出演はジョヴァンナ・メッツォジョルノとマッシモ・ジロッティなど。ジロッティの遺作となった。
日本ではイタリア映画祭2004にて上映された（5月1日と3日）。また、洋画★シネフィル・イマジカにて放映された。

## キャスト
- ジョヴァンナ: ジョヴァンナ・メッツォジョルノ
- シモーネ/ダヴィデ・ヴェローリ: マッシモ・ジロッティ
- ロレンツォ: ラウル・ボヴァ
- フィリッポ: フィリッポ・ニグロ（イタリア語版）

## 受賞
| 映画祭・賞                   | 年   | 部門       | 候補                           | 結果 |
| ---------------------------- | ---- | ---------- | ------------------------------ | ---- |
| カルロヴィ・ヴァリ国際映画祭 | 2003 | グランプリ | 『向かいの窓』                 | 受賞 |
| ナストロ・ダルジェント賞     | 2003 | 主演女優賞 | ジョヴァンナ・メッツォジョルノ | 受賞 |